# Doleromyrma darwiniana
Doleromyrma darwiniana  (лат.) — это вид мелких муравьёв подсемейства Долиходерины. Эндемик Австралии.

## Распространение
Австралия. Интродуцирован на Новую Зеландию, где впервые отмечен в 1959 году около Пенроуза, Окленд (Taylor R. W., 1959).

## Описание
Мелкие муравьи размером около 2—3 мм. Усики 12-члениковые. Мандибулы с 4—5 крупными и 4—5 мелкими зубчиками. Окраска тела от светлой до тёмно-коричневой.

## Систематика
Единственный вид рода Doleromyrma Forel, 1907. Выделяют три подвида:
- Doleromyrma darwiniana darwiniana (Forel, 1907)
- Doleromyrma darwiniana fida (Forel, 1907)
- Doleromyrma darwiniana leae (Forel, 1913)